# 和歌山県庁
和歌山県庁（わかやまけんちょう）は地方公共団体である和歌山県の行政機関（役所）である。庁舎は和歌山市小松原一丁目周辺にある。

## 沿革
- 1871年8月29日 - 廃藩置県により和歌山県設置。
- 1872年7月14日 - 和歌山城砂の丸に存在した旧藩庁に入居。
- 1873年 - 現在の和歌山市西汀町一丁目（現在の汀公園）に県庁舎を新築移転。旧朝比奈惣左衛門屋敷跡に建設された西洋式の木造建築であった。
- 1938年 - 紀州藩家老久野丹波守屋敷跡に現本館が完成。
- 1947年 - 本館裏の西側部分を増築。
- 1951年6月 - 和歌山県庁相撲部を創部。
- 1962年 - 本館裏の東側部分を増築。
- 1964年 - 東別館完成。
- 1966年 - 北別館完成。
- 1968年 - 和歌山県警察本部本庁舎（西別館）完成。
- 2006年 - 南別館（防災センター）完成。

## アマチュア相撲
1983年から1996年にかけて全日本実業団相撲選手権大会団体戦14連覇を果たした実績があるなどアマチュア相撲の強豪としても知られる。

## 組織
[表示]をクリックすると一覧を表示
- 知事
  - 副知事
    - 知事直轄
      - 秘書課、政策審議課、広報課、監察査察課
      - 東京事務所、文書館

    - 総務部
      - 総務管理局 
        - 総務課、行政改革課、人事課、職員厚生室、財政課、税務課、市町村課、管財課

      - 危機管理局 
        - 危機管理・消防防災課、防災企画課、災害対策課

    - 企画部
      - 企画政策局 
        - 企画総務課、IR推進室、地域プロジェクト対策室、文化学術課、国際課、調査統計課

      - 地域振興局
        - 地域政策課、移住定住推進課、総合交通政策課

      - 人権局
        - 人権政策課、人権施策推進課

      - 紀の国わかやま文化祭推進局

    - 環境生活部
      - 環境政策局
        - 環境生活総務課、自然環境室、循環型社会推進課、廃棄物指導室、環境管理課
        - 環境衛生研究センター

      - 県民局
        - 県民生活課、県民活動団体室、青少年・男女共同参画課、食品生活衛生課
        - 消費生活センター、男女共同参画センター

    - 福祉保健部
      - 福祉保健政策局
        - 福祉保健総務課、子ども未来課、長寿社会課、介護予防推進室、障害福祉課
        - 子ども・女性・障害者相談センター、精神保健福祉センター

      - 健康局
        - 医務課、健康推進課、国民健康保険課、薬務課
        - こころの医療センター、県立高等看護学院、なぎ看護学校、難病・子ども保健相談支援センター

    - 商工観光労働部
      - 商工労働政策局
        - 商工観光労働総務課、償還指導室、商工振興課、公営企業課、労働政策課
        - 公営競技事務所、工業技術センター、デザインセンター、和歌山産業技術専門学院、田辺産業技術専門学院

      - 企業政策局
        - 企業振興課、産業技術政策課、企業立地課

      - 観光局
        - 観光振興課、観光交流課

    - 農林水産部
      - 農林水産政策局
        - 農林水産総務課、研究推進室、食品流通課、里地・里山振興室、農業農村整備課
        - 農業試験場、果樹試験場、果樹試験場、かき・もも研究所、果樹試験場、うめ研究所、畜産試験場、養鶏研究所、林業試験場、水産試験場、和歌山県農業大学校、就農支援センター

      - 農業生産局
        - 果樹園芸課、農業環境・鳥獣害対策室、畜産課、経営支援課

      - 森林・林業局
        - 林業振興課、森林整備課

      - 水産局
        - 水産振興課、資源管理課

    - 県土整備部
      - 県土整備政策局
        - 県土整備総務課、技術調査課、検査・技術支援課、要地対策課

      - 河川・下水道局
        - 河川課、砂防課、下水道課

      - 都市住宅局
        - 都市政策課、建築住宅課、公共建築課
        - 南紀白浜空港管理事務所、和歌山下津港湾事務所

    - 振興局
      - 海草振興局（海南市）
      - 那賀振興局（岩出市）
      - 伊都振興局（橋本市）
      - 有田振興局（有田郡湯浅町）
      - 日高振興局（御坊市）
      - 西牟婁振興局（田辺市）
      - 東牟婁振興局（新宮市）

  - 出納局
    - 出納室、総務事務集中課
- 行政委員会
  - 教育委員会
  - 監査委員事務局
  - 人事委員会-事務局
  - 選挙管理委員会
  - 労働委員会-事務局
  - 公安委員会-和歌山県警察本部
- 公立大学法人
  - 和歌山県立医科大学

## 不祥事・事故
- 2020年3月26日 - 人事課の男性主査（50歳）が、那賀振興局建設部に勤務していた2018年9月から、海草振興局建設部に勤務していた2019年12月までの1年3カ月の間、1回当たり1～19日間の病休を48回、不正に取得。手口は、実際にある5カ所の医療機関をかたり「上気道炎」や「感冒」「片頭痛」などの病名を付けた診断書44通と領収書4通を偽造して申請。書類はパソコンで作ったり、実際の書類に手を加えたりしていた。2020年2月、別の職員から、男性主査から提出された複数の診断書で、医師の署名の形が全く同じものがあるといった情報提供があったため、県監察査察課が男性主査から提出された過去5年間の関係書類を調査し、発覚した。不正に取得した給与275万円については、県が3月26日に返還するよう請求し、男性主査を懲戒免職処分とした。また県は有印私文書偽造や給与詐取などの疑いで刑事告発を検討している[1]。
- 2020年3月26日 - 道路局課長級の男性職員（50代）が、2019年4月から11月にかけ、男性部下（50代）に対し「うそばかり言う」「俺が怒られているのが面白いんか」などの暴言や、人前での長時間の激しい叱責、丸めた紙を投げ付ける、度を超えた資料作りの指示などをしていたとパワハラ行為を認定。県監察査察課が2019年秋、道路局でパワハラがあると情報を得て、局内職員51人全員にアンケートしたところ、うち32人が認めたため、詳しく調査していた。県は3月26日、男性課長を減給10分の1（1カ月）の懲戒処分とした。また、管理監督責任を問い、県土整備部長ら3人を厳重注意とした。[1]。